# Synagoga Aleksandra Sztejna w Łodzi
Synagoga Aleksandra Sztejna w Łodzi – prywatny dom modlitwy znajdujący się w Łodzi, przy ulicy Brzezińskiej 13.
Synagoga została zbudowana w 1904 roku z inicjatywy Aleksandra Sztejna. Mogła ona pomieścić 30 osób. Podczas II wojny światowej hitlerowcy zdewastowali synagogę.